# Rajd Sardynii 2009
Rajd Sardynii 2009 (Sardegna Rally Race 2009) – trzecia runda eliminacji Mistrzostw Świata w Rajdach Terenowych 2009 federacji FIM, która odbyła się w dniach 27 maja – 1 czerwca 2009 na Sardynii. Trasa rajdu liczyła pięć etapów oraz prolog o długości 13 kilometrów. Zwycięzcą rajdu został Cyril Despres. W rajdzie udział brali tylko motocykliści.   

## Rezultaty

### Prolog:San Teodoro(13 km)
| Miejsce | Motocyklista     | Czas         |
| ------- | ---------------- | ------------ |
| 1.      | David Casteu     | 12:15.3 min. |
| 2.      | Ruben Faria      | +17.1 sek.   |
| 3.      | Francisco Lopez  | +23.1 sek.   |
| ...     | ...              | ...          |
| ?       | Jakub Przygoński | +?           |
| ?       | Jacek Czachor    | +?           |

### Etap 1:San Teodoro–Arbatax(Cardedu) (360 km)

#### OS 1
| Miejsce | Motocyklista     | Czas            |
| ------- | ---------------- | --------------- |
| 1.      | Cyril Despres    | 1:47:27.0 godz. |
| 2.      | Marc Coma        | +26.3 sek.      |
| 3.      | Andrea Mancini   | +2:18.4 min.    |
| ...     | ...              | ...             |
| 16.     | Jakub Przygoński | +7:52.2 min.    |
| 33.     | Jacek Czachor    | +18:34.2 min.   |

#### OS 2
| Miejsce | Motocyklista     | Czas            |
| ------- | ---------------- | --------------- |
| 1.      | Cyril Despres    | 1:29:53.5 godz. |
| 2.      | Marc Coma        | +25.1 sek.      |
| 3.      | Jordi Viladoms   | +2:11.0 min.    |
| ...     | ...              | ...             |
| 14.     | Jakub Przygoński | +7:27.2 min.    |
| 30.     | Jacek Czachor    | +21:55.5 min.   |

### Etap 2:Arbatax(Cardedu) –Arborea(350 km)

#### OS 3
| Miejsce | Motocyklista     | Czas            |
| ------- | ---------------- | --------------- |
| 1.      | Marc Coma        | 1:24:38.1 godz. |
| 2.      | Luca Manca       | +41.2 sek.      |
| 3.      | Jordi Viladoms   | +43.1 sek.      |
| ...     | ...              | ...             |
| 12.     | Jakub Przygoński | +4:52.6 min.    |
| 32.     | Jacek Czachor    | +16:00.6 min.   |

#### OS 4
| Miejsce | Motocyklista     | Czas            |
| ------- | ---------------- | --------------- |
| 1.      | Marc Coma        | 1:05:57.5 godz. |
| 2.      | Cyril Despres    | +1:20.6 min.    |
| 3.      | Matteo Graziani  | +1:21.4 min.    |
| ...     | ...              | ...             |
| 12.     | Jakub Przygoński | +2:56.5 min.    |
| 32.     | Jacek Czachor    | +10:25.6 min.   |

### Etap 3:Arborea–Arborea(? km)

#### OS 5
| Miejsce | Motocyklista       | Czas          |
| ------- | ------------------ | ------------- |
| 1.      | Cyril Despres      | 57:21.7 min.  |
| 2.      | Alessandro Zanotti | +1:18.8 min.  |
| 3.      | Marc Coma          | +1:55.1 min.  |
| ...     | ...                | ...           |
| 13.     | Jakub Przygoński   | +4:49.6 min.  |
| 24.     | Jacek Czachor      | +11:32.2 min. |

#### OS 6
| Miejsce | Motocyklista     | Czas            |
| ------- | ---------------- | --------------- |
| 1.      | Jordi Viladoms   | 1:01:06.7 godz. |
| 2.      | Marc Coma        | +14.2 sek.      |
| 3.      | Andrea Mancini   | +29.3 sek.      |
| ...     | ...              | ...             |
| 13.     | Jakub Przygoński | +4:38.7 min.    |
| 25.     | Jacek Czachor    | +10:01.6 min.   |

### Etap 4:Arborea–Alghero(? km)[8]

#### Klasyfikacja generalna rajdu po etapie 4.
| Miejsce | Motocyklista     | Czas           |
| ------- | ---------------- | -------------- |
| 1.      | Cyril Despres    | 11:15:55 godz. |
| 2.      | Jordi Viladoms   | +4:48 min.     |
| 3.      | Andrea Mancini   | +5:31 min.     |
| ...     | ...              | ...            |
| 9.      | Jakub Przygoński | +34:43 min.    |
| 21.     | Jacek Czachor    | +1:43:30 godz. |

### Etap 5:Alghero–San Teodoro(? km)[10]

#### Klasyfikacja końcowa po ostatnim, etapie 5. rajdu
| Miejsce | Motocyklista     | Czas           |
| ------- | ---------------- | -------------- |
| 1.      | Cyril Despres    | 14:02:25 godz. |
| 2.      | Andrea Mancini   | +7:00 min.     |
| 3.      | Olivier Pain     | +16:09 min.    |
| ...     | ...              | ...            |
| 10.     | Jakub Przygoński | +42:48 min.    |
| 17.     | Jacek Czachor    | +2:07:26 godz. |

### Klasyfikacja punktowa Mistrzostw Świata w Rajdach Terenowych 2009 po Rajdzie Sardynii 2009
| Miejsce | Motocyklista            | Punkty |
| ------- | ----------------------- | ------ |
| 1.      | Cyril Despres           | 72 pkt |
| 2.      | Marc Coma               | 47 pkt |
| 3.      | Pål Anders Ullevålseter | 45 pkt |
| ...     | ...                     | ...    |
| 7.      | Jakub Przygoński        | 30 pkt |
| 9.      | Jacek Czachor           | 26 pkt |